# 김영웅 (가수)
김영웅(1986년 ~)은 대한민국의 가수다. 2021년 싱글 《인공위성:Sa(D)TelLite》로 데뷔했다.

## 방송
- 포커스 : Folk Us (2020) - Top4(4위)

## 음반
- 포커스(Folk Us) Semi Final (2021)
- 포커스(Folk Us) Final (2021)
- 인공위성:Sa(D)TelLite (2021)